# Mafenide
La mafenide è una sostanza correlata chimicamente, ma non farmacologicamente, alle sulfonamidi. A differenza di queste ultime nella struttura di base la mafenide presenta un gruppo metilico tra l'anello benzenico e l'azoto amminico.
La mafenide acetato è un farmaco antibatterico che interferisce con il metabolismo cellulare del microorganismo.
Si caratterizza per l'attività batteriostatica nei confronti di molti germi gram-positivi, gram-negativi e nei confronti di alcuni ceppi anaerobi.
Sotto forma di acetato e di cloridrato sembra essere attiva in vitro contro Clostridium spp., Pseudomonas aeruginosa, stafilococchi, streptococchi emolitici. La mafenide acetato non viene inattivata dall'acido p-aminobenzoico (PABA), dal pus o dal siero.

## Farmacocinetica
La mafenide viene assorbita attraverso le ferite e metabolizzata a p-carbossibenzensulfonamide. Questo metabolita è sprovvisto di attività antibatterica ma è in grado di inibire l'anidrasi carbonica. La mafenide viene escreta nelle urine sotto forma di p-carbossibenzensulfonamide.

## Tossicologia
Nel ratto il valore della DL50 è di 2 040 mg/kg per via endovenosa.

## Usi clinici
La mafenide acetato è impiegata nella prevenzione e nel trattamento di infezioni nelle ustioni di secondo e terzo grado. In terapia si utilizzano anche mafenide cloridrato e propionato.

## Dosi terapeutiche
La mafenide acetato viene impiegata sotto forma di crema alla concentrazione dell'8,5% dopo aver rimosso dalla ferita fibrina, materiale estraneo e necrotico. La crema deve essere applicata sulle zone ustionate, dopo accurata pulizia, 1-2 volte al giorno posizionando uno strato di crema di circa 15 mm. La terapia viene continuata fino a cicatrizzazione o fino a che la zona è pronta per l'innesto cutaneo.

## Effetti collaterali
In seguito ad applicazioni su superfici estese l'assorbimento della mafenide può produrre effetti sistemici analoghi a quelli delle sulfonamidi.
Il farmaco, attraverso l'inibizione della anidrasi carbonica, può causare acidosi metabolica e iperventilazione. L'applicazione della crema su zone ustionate può provocare dolore o sensazione di bruciore con eventuale sanguinamento e comparsa di escoriazioni. Un ritardo nella rimozione del tessuto necrotico dalla ferita può favorire l'insorgere di una infezione fungina.
In alcuni soggetti, a seguito di trattamenti prolungatisi per diverse settimane, si sono verificate reazioni allergiche quali rash cutanei, prurito, edema facciale, orticaria, dermatiti da contatto, gonfiore, eritema, vescicole, pseudocondriti ed eosinofilia.

## Controindicazioni
La mafenide acetato è controindicata in caso di ipersensibilità accertata, mentre non è noto se esista sensibilità crociata con le sulfonamidi. Il farmaco è sconsigliato in gravidanza. Nei pazienti con ustioni estese, insufficienza polmonare o renale, deve essere monitorato l'equilibrio acido-base e deve essere sospesa temporaneamente la terapia.